# Destruição mútua assegurada

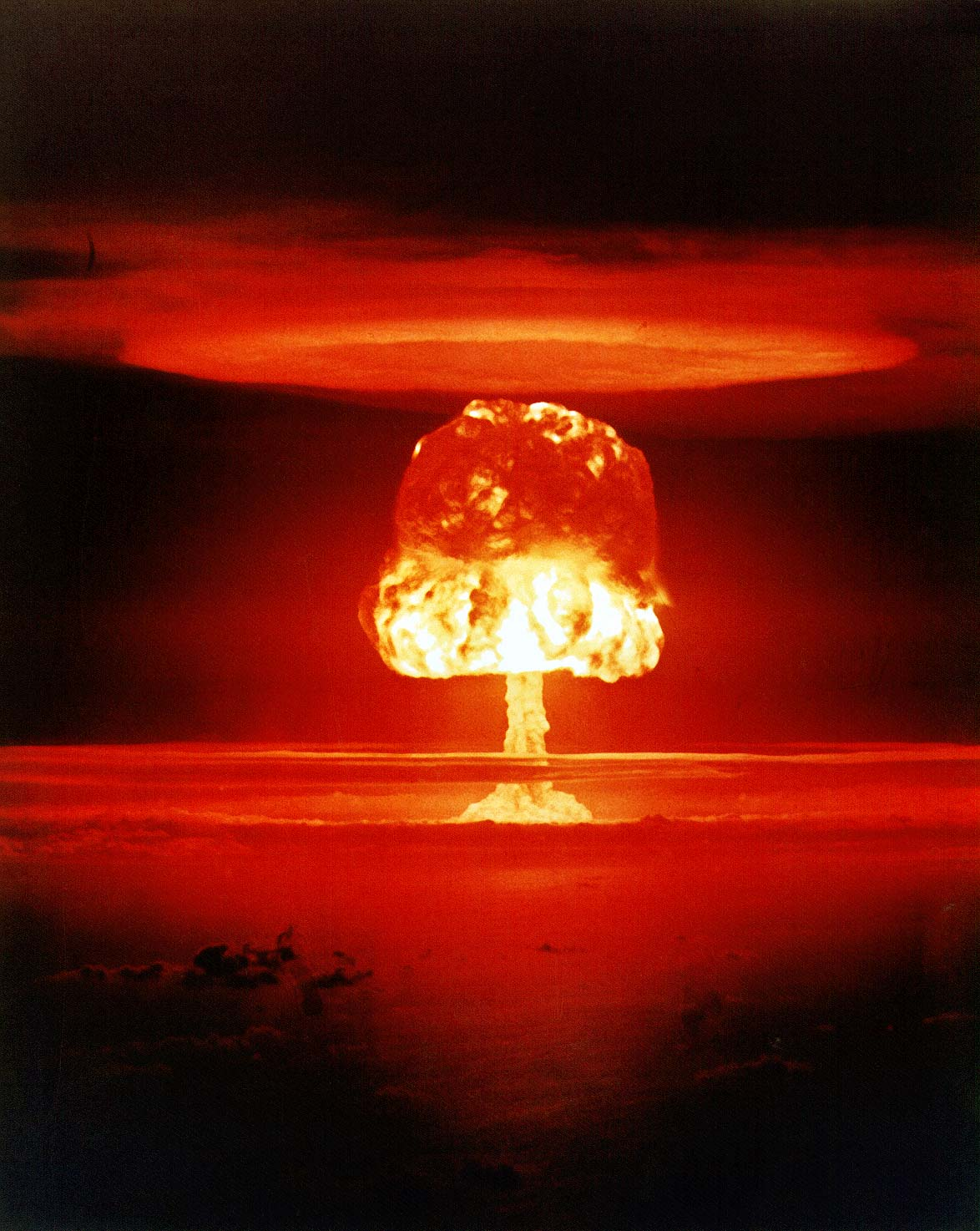
A bomba atômica alimentou a teoria da destruição mútua assegurada.

Destruição mútua assegurada — tradução do inglês mutual assured destruction ou, abreviadamente, MAD ('louco') — é uma doutrina de estratégia militar onde o uso maciço de armas nucleares por um dos lados iria efetivamente resultar na destruição de ambos - atacante e defensor. É baseada na teoria da intimidação, através da qual o desenvolvimento de armas cada vez mais poderosas é essencial para impedir que o inimigo use as mesmas armas.
A estratégia é efetivamente uma forma do Equilíbrio de Nash, onde ambos os lados estão tentando evitar a pior das conseqüências — a aniquilação nuclear.

## Teoria
A doutrina assume que cada lado tem armamento suficiente para destruir o outro lado e a ele mesmo, se atacado por qualquer razão, e que retaliaria com uma força igual ou maior. O resultado esperado é uma escalada imediata resultando na total destruição de ambos os combatentes. Assume-se, de uma forma geral, que a cinza nuclear ou o inverno nuclear resultante de uma guerra nuclear de larga escala traria a devastação do planeta, embora esta não seja uma premissa crítica da teoria da destruição mútua assegurada.[carece de fontes?]
A doutrina ainda assume que nenhum dos lados se atreveria a lançar o primeiro ataque porque o outro lado lançaria mão de defesa preventiva com suas forças, resultando na destruição de ambas as partes. O custo desta doutrina é uma paz estável, mas bastante tensa.[carece de fontes?]
A aplicação primária desta doutrina teve início durante a Guerra Fria (dos anos 50 aos anos 90) onde a destruição mútua assegurada foi vista como agente preventivo de conflitos diretos de larga escala entre os dois blocos de superpotências, que se mantiveram em guerras proxy de menor escala ao redor do mundo. A teoria também tomou parte na corrida armamentista, onde ambas as nações se esforçavam para manter uma paridade em termos de armamento nuclear, ou pelo menos conter um contra-ataque. Embora a Guerra Fria tenha acabado no início dos anos 90, e em 2007 os Estados Unidos e a Rússia (antiga União Soviética) estão em situação diplomática relativamente cordial, a doutrina da destruição mútua assegurada certamente continua forte, embora tenha perdido espaço nos discursos públicos.[carece de fontes?]
Proponentes da destruição mútua assegurada, como parte da estratégia dos EUA e da URSS, acreditavam que era melhor evitar a guerra nuclear, uma vez que esperava-se que nenhum dos dois lados sobrevivesse a ela. Embora a credibilidade da teoria fosse crítica para a segurança de ambos, cada lado continuou a investir quantidade substancial de capital em seus arsenais nucleares, mesmo — a princípio — nunca pretendendo utilizá-los. Em adição a isso, nenhum dos lados se considerava apropriadamente preparado para se defender dos bombardeiros estratégicos armados com armas nucleares do inimigo. Tal fato levou a diversificação dos sistemas de lançamento de armas nucleares, no que ficou conhecido como "Tripé Nuclear", baseado em  mísseis balísticos intercontinentais localizados em silos subterrâneos blindados, na instalação de bombardeiros estratégicos nucleares em pontos "Fail-Safe" (considerados seguros) ou a manutenção destes em voo permanentemente armados, além de submarinos nucleares lançadores de mísseis balísticos. Por fim, uma série de tratados de limitação ao desenvolvimento de armas e ao acúmulo de novos sistemas de lançamento de armas nucleares foram assinados nos anos 1970 e 1980, como o Tratado Anti-Mísseis Balísticos (ABM) e o START I e II.[carece de fontes?]
O cenário da "destruição mútua assegurada" é muitas vezes tido como um eufemismo para a intimidação nuclear. O termo "intimidação" foi utilizado pela primeira vez neste contexto após a Segunda Guerra Mundial; antes disto, seu uso estava limitado à terminologia legal.[carece de fontes?]

## Cultura popular
A teoria da destruição mútua assegurada foi explorada em inúmeras produções, programas de televisão e filmes.
- A idéia é o centro do roteiro do filme Dr. Strangelove de Stanley Kubrick (1964), que utiliza a ideia de um "comandante mau-caráter" atacando de acordo com suas próprias idéias, bem como o conceito de uma máquina apocalíptica que destruiria automaticamente e irremediavelmente o planeta inteiro se atacado. Entretanto, tal máquina apocalíptica não pode se encaixar efetivamente no paradigma da destruição mútua assegurada, uma vez que os soviéticos ainda não haviam anunciado sua existência aos americanos — eles estavam esperando pelas "férias do Congresso".[carece de fontes?]

- Talvez a mais antiga referência ao conceito venha do autor inglês Wilkie Collins, que escreveu, à época da Guerra Franco-Prussiana em 1870: "Eu começo a acreditar em apenas uma influência da civilização, a descoberta qualquer dia desses de um agente destrutivo tão terrível que a guerra significará a aniquilação e o medo forçará os homens à paz".[carece de fontes?]

- A destruição mútua assegurada é vagamente mencionada na música Sweating Bullets da banda Megadeth. "Destruição Mútua Assegurada? / Bonita História / Conte-a para o Reader's Digest!". A música é sobre o Transtorno dissociativo de identidade que o narrador (Dave Mustaine) parece ter, uma vez que conversa consigo mesmo.[carece de fontes?]

- No jogo de computador Command & Conquer: Red Alert, da Westwood Studios de 1996, o lado soviético possui um tanque MAD em final de desenvolvimento. Ao provocar uma onda sísmica, ele provoca dano em todo os veículos e construções dentro de uma área, amigos ou inimigos, e destrói a si próprio ao fazê-lo.[carece de fontes?]